# Ismael Íñiguez
Ismael Íñiguez (* 23. Juli 1981 in Ocotlán, Jalisco), auch bekannt unter dem Spitznamen El Cachas, ist ein mexikanischer Fußballspieler, dessen Stammposition sich im Mittelfeld befindet.

## Leben
„El Cachas“ Íñiguez begann seine Profikarriere beim CA Monarcas Morelia, für den er zwischen 2001 und 2003 unter Vertrag stand und mit dem er in diesem Zeitraum insgesamt vier Finalspiele erreichte: je zweimal in Folge in der mexikanischen Meisterschaft (Apertura 2002 und Clausura 2003) und im CONCACAF Champions’ Cup (2002 und 2003). Doch in allen Fällen gingen die Monarcas als Verlierer vom Platz.
Im Sommer 2003 wechselte er zum Club Universidad Nacional, mit dem er 2004 ein überaus erfolgreiches Jahr erlebte: es wurden beide Meisterschaften (sowohl die Clausura als auch die Apertura) gewonnen und darüber hinaus der mexikanische Supercup und die Trofeo Santiago Bernabéu. Ein weiterer Meistertitel kam in der Clausura 2009 hinzu.
Die folgende Saison 2010/11 verbrachte er beim Aufsteiger (und späteren Absteiger) Necaxa und in der Saison 2011/12 spielt er beim erstmals in die höchste Spielklasse aufgestiegenen Club Tijuana Xoloitzcuintles de Caliente.

## Erfolge
- Mexikanischer Meister: Cla 2004, Ape 2004, Cla 2009
- Campeón de Campeones: 2004
- Trofeo Santiago Bernabéu: 2004